# Benjamin Lecomte
Benjamin Lecomte (* 26. April 1991 in Paris) ist ein französischer Fußballtorhüter, der bei HSC Montpellier unter Vertrag steht.

## Karriere

### Verein
Am 26. Oktober 2010 gab Lecomte sein Profidebüt für den FC Lorient in einem Spiel der Coupe de la Ligue gegen die AS Monaco. Lorient verlor das Spiel im Elfmeterschießen. Am 20. Januar 2011 unterzeichnete Lecomte seinen ersten Profivertrag. Nach drei Saisons als Torwart Nr. 2 hinter Fabien Audard wurde er in die Ligue 2 an FCO Dijon verliehen, für die er 31 Ligaspiele absolvierte. Danach kehrte er nach Lorient zurück und war in der Saison 2014/15 erstmals Stammtorhüter von Lorient.
Am 29. Juni 2017 unterschrieb Lecomte einen Vertrag bei HSC Montpellier, nachdem Lorient abgestiegen war. Er gab sein Ligadebüt für den Verein am 5. August 2017 bei einem 1:0-Heimsieg gegen SM Caen. Bei Montpellier absolvierte er zwei volle Spielzeiten als Stammkraft.
Am 15. Juli 2019 unterzeichnete Lecomte bei Monaco einen Fünfjahresvertrag.
Zur Saison 2021/22 wechselte Lecomte für ein Jahr leihweise zu Atlético Madrid, nachdem Monaco mit Alexander Nübel bereits einen neuen Stammtorwart für zwei Jahre vom FC Bayern München per Leihe verpflichtet hatte. Im Anschluss wurde der Franzose erneut für ein Jahr verliehen – dieses Mal an Espanyol Barcelona. Im Januar 2023 kehrte Lecomte als Ersatz für den zu Borussia Mönchengladbach gewechselten Jonas Omlin nach Montpellier zurück.

### Nationalmannschaft
Lecomte war ein französischer Jugendnationalspieler und spielte für die U19- und U20-Nationalmannschaften. Am 3. September 2018 wurde Lecomte zum ersten Mal gegen Deutschland und die Niederlande in den Kader der französischen A-Nationalmannschaft berufen, nachdem Kapitän und Stammtorhüter Hugo Lloris eine Verletzung erlitten hatte.